# Венон
Венон (фр. Venon) — коммуна во Франции, находится в регионе Рона — Альпы. Департамент коммуны — Изер. Входит в состав кантона Сен-Мартен-д’Эр. Округ коммуны — Гренобль.
Код INSEE коммуны — 38533. Население коммуны на 2012 год составляло 732 человека. Населённый пункт находится на высоте от 298 до 921 метров над уровнем моря. Муниципалитет расположен на расстоянии около 490 км юго-восточнее Парижа, 100 км юго-восточнее Лиона, 7 км восточнее Гренобля. Мэр коммуны — Françoise Gerbier, мандат действует на протяжении 2014—2020 гг.
Динамика населения (INSEE):